# کیرپی
کیرپی (انگلیسی: Kyrpy) یک شهرک در شهرستان کالتاسینسکی استان باشقیرستان کشور روسیه است.